# Pachnoda cordata
Pachnoda cordata – gatunek chrząszcza z rodziny poświętnikowatych i podrodziny kruszczycowatych.

## Galeria

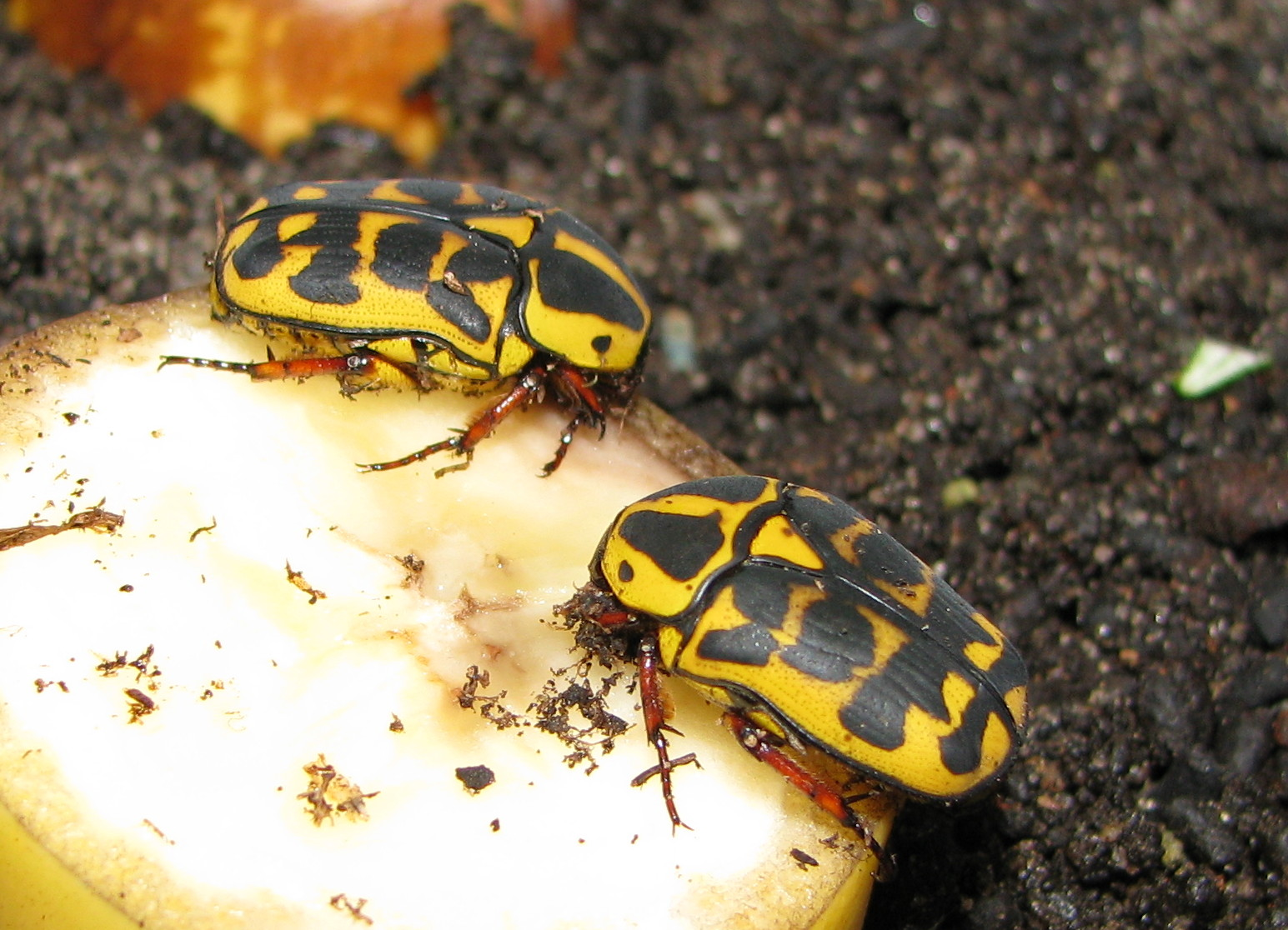
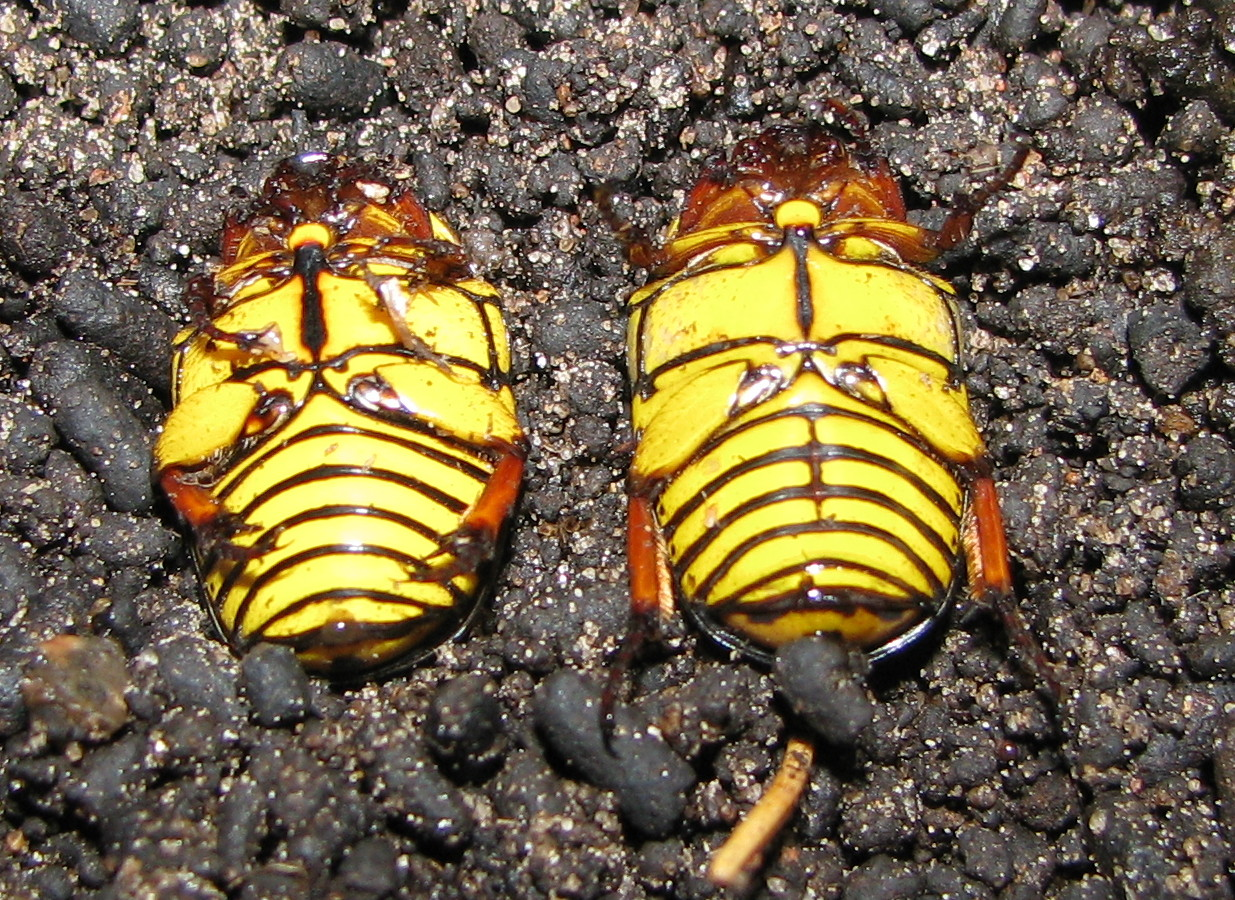
Od spodu; z lewej samica, z prawej samiec.